# TCR Italy Touring Car Championship
El TCR Italy Touring Car Championship és un campionat d'automobilisme d'homologació TCR fundat el 2016 i organitzat per l'Automobile Club d'Itàlia. El campionat és el successor directe del Campionat Italià de Turismes de Resistència i del Campionat Italià de Superturismos, fundat el 1987.

## Campions
| Any   | Pilot            | Equip                              | Automòbil                 |
| ----- | ---------------- | ---------------------------------- | ------------------------- |
| 2016  | Roberto Colciago | AGS Motorsport                     | Honda Civic TCR (FK2)     |
| 2017  | Nicola Baldan    | Pit Lane Competizioni              | SEAT León TCR             |
| 2018  | Salvatore Tavano | SEAT Motorsport Italia             | CUPRA León TCR            |
| 2019  | Salvatore Tavano | Scuderia del Girasole Cupra Racing | CUPRA León TCR            |
| 2020  | Salvatore Tavano | Scuderia del Girasole Cupra Racing | CUPRA León Competició TCR |
| 2021  | Antti Buri       | Target Competition                 | Hyundai Elantra N TCR     |
| 2022  | Niels Langeveld  | Target Competition                 | Hyundai Elantra N TCR     |
| 2023  | Franco Girolami  | Aikoa Racing                       | Audi RS 3 LMS TCR (2021)  |
| Font: |                  |                                    |                           |